# Irène Guidotti
Pour les articles homonymes, voir Guidotti.
Irène Guidotti, née le 11 mars 1950 à Marseille, est une joueuse française de basket-ball.

## Biographie
Évoluant avec les demoiselles de Clermont avec qui elle dispute cinq finales de la Coupe des champions, elle est l’une des plus grandes joueuses françaises de tous les temps, comme le prouve sa nomination parmi les cinq joueuses françaises du siècle en 1999, aux côtés de Jacky Chazalon, Élisabeth Riffiod, Yannick Souvré.
À la fin de la saison 1977-1978, elle demande sa mutation pour le Stade Français. Le Clermont UC la met sur la liste des protégées (ne pouvant être mutée). Elle refuse de rejouer pour son club et part pour le club parisien. En vertu du règlement, elle ne peut participer au Championnat de France 1978-1979, elle sera toutefois l'entraîneur du club.

## Club
- 1965-1969 : ASPTT Marseille
- 1969-1978 : Clermont UC
- 1978-1983 : Stade Français
- 1983-1985 : Versailles

## Palmarès

### Club
- Finaliste de la Coupe des champions 1971, 1973, 1974, 1976, 1977
- 11 fois championne de France 1970 à 1978, 1980, 1983

### Sélection nationale
- Championnat d’Europe
  -  Médaille d’argent du Championnat d’Europe 1970

### Distinction
- Promotion 2005 de l'Académie du basket-ball français[1].
- Prix féminin de l’Académie des Sports en 1972[1].
- Médaille d’or de la FFBB en 1997[1].
- Récompensée du Prix Monique Berlioux 1972, trophée récompensant la sportive à la performance la plus remarquable de l’année écoulée[2].